# Bloch Peak
Der Bloch Peak ist ein markanter Berg im ostantarktischen Viktorialand. In der Deep Freeze Range ragt er zwischen dem Priestley-Gletscher und dem westlichen Teil des Tourmaline-Plateaus auf.
Das Advisory Committee on Antarctic Names benannte ihn 1990 nach Erich Bloch (1925–2016), von 1984 bis 1990 Direktor der National Science Foundation, die maßgeblich an der Entwicklung des United States Antarctic Program beteiligt ist.